# Lilly Reich
Lilly Reich (Berlin, 1885. június 16. – Berlin, 1947. december 14.) német belsőépítész, oktató tanár, vállalkozó.

## Életpályája
1885-ben született Berlinben. Érettségi után gépi hímzést tanult. 1908-ban a Wiener Werkstättében dolgozott, a vállalat alapítója és művészeti vezetője, Josef Hoffmann mellett. 1911-ben visszatért Berlinbe. 1912-ben egy 1907-ben alapított szervezet, a minőségi termékek előállítása érdekében életre hívott Deutscher Werkbund tagja lett, amelynek elnökségében 1920-tól ő volt az első nő.
- 1914-1924 között önálló belsőépítészeti, díszítőművészeti és divatműterme volt Berlinben. 1924-1926 között Frankfurtban kiállítás- és divattervezői műtermet tartott fenn, és a frankfurti vásár Werkbund-bizottságának volt kiállításrendezője.
- 1927-től Berlinben tartott fenn lakást és műtermet; ez évben a ’’’Werkbund stuttgarti rendezvényén (Weissenhofsiedlung) kiállítási csarnokokat és egy lakást épített’’’.
- 1929-ben részt vett a barcelonai nemzetközi kiállítás német részlegének felállításában,
- 1931-ben a berlini német építészeti kiállításon ő rendezte az építőanyag-bemutatói, és berendezett egy földszintes házat.
- 1932 januárjától 1933 áprilisáig a Bauhaus belsőépítészeti részlegének vezetője. A háborúban egy időre hadkötelesnek minősítették.
- 1945 után Berlinben építészeti, forma-, textil- és divattervezői műtermet nyitott. 1945-1946-ban a berlini Hochschule für Bildende Künste-n tanított. Berlinben hunyt el, 1947-ben.